# Kovači (Živinice)
Pour les articles homonymes, voir Kovači.
Kovači (en cyrillique : Ковачи) est une localité de Bosnie-Herzégovine. Elle est située dans la municipalité de Živinice, dans le canton de Tuzla et dans la fédération de Bosnie-et-Herzégovine. Selon les premiers résultats du recensement bosnien de 2013, elle compte 4 105 habitants.

## Géographie
La localité est située à l'est et au sud-est de Živinice.

## Démographie

### Évolution historique de la population dans la localité
| 1948 | 1953 | 1961 | 1971 | 1981 | 1991 | 2013  |
| ---- | ---- | ---- | ---- | ---- | ---- | ----- |
| -    | -    | 399  | 515  | 643  | 794  | 4 105 |

|  |